# 彈正台
彈正台（日语：弾正台）。為日本律令制改革後形成的太政官體制下的官署名，乃獨立於兩官八省的獨立機構。負責監察、治安維持等工作。其職位似唐代的御史大夫，在歷史上最初形成時的8世紀為當時日本最高監察機構，而後在9世紀初其功能逐漸被嵯峨天皇所設立的令外官-檢非違使所取代，遂逐漸成為一個虛有的頭銜，但因其本身具有「糾正一切惡徒」之美譽，因此歷史上頗受日本武家的歡迎，乃是「顯職」，一般武士很難獲得此職位。到了明治時代，由於太政官制被納入明治政府之中，彈正台也短暫被設立過，最後於明治4年8月24日（1871年7月9日）被廢止，由新設立的司法省所取代。

## 職權

### 平安時代至武家時代
自從設立開始，彈正台便在名義上有著最高的監察地位，具有很大的權力。負責監督中央自相當正二位左大臣以下各級官員及中央各部門的的不法行為。並且擁有對京都當時風氣進行取締的職責。其官舍當時被設立在平安京的皇嘉門附近。
但是雖說它是獨立的最高監察機構，但其裁判權和警察權都並不具備，此二種權力都是太政官體系下的八省之一的刑部省所擁有，因此可知其雖具有最高監察地位，卻無權去逮捕那些已出現不法行為的官員，而是要通過太政官體系底下的刑部省官員才能發布逮捕的命令，監察權受到了很大的制約。
再到了檢非違使廳的出現，其權力就更一步被削弱，因為檢非違使乃是天皇的使者，具有調查一切非法的事情和京都行政、司法、治安的權力，彈正台的權力至此被削弱到幾乎等同於毫無權力，只具備名義上的最高監察地位的美譽。

### 明治時代
明治二年，太政官制重新被設立，成為日本近現代的官廳之一，成為明治政府的監察機構，首任長官彈正尹乃是身為從一位左大臣、最後一任藤氏長者、攝關家的九條家當主、後來被封為華族大勲位菊花大綬章公爵兼貴族院議員的九條道孝，同時他也是昭和天皇的外祖父，可謂是當時位高權重的公卿，由此可見此職位之重要程度。而首任次官彈正大弼乃是由備前國岡山藩藩主、後來被封為華族侯爵的池田茂政擔當。

## 歷史沿革
彈正台最早起源於公元701年(日本大寶元年)，也就是在日本當時著名的大寶律令發布下所制定的，做為當時日本大化革新的重要改革目標，其目標是將整個日本都能中央集權的統治。
於是在中央就設立了二官八省一台五衛府的官僚體系，而彈正台也正式成為日本當時的中央官署之一。
而後過了約莫一百年的時光，到了嵯峨天皇統治的平安時代弘仁六年(816年)時，設立了檢非違使這個令外官制度，作為天皇所屬的監察機構，逐漸開始取代彈正台的地位，使得彈正台的地位被邊緣化，而其中的職位也變成了虛銜，成為了具有美譽的虛官。
到了鐮倉幕府統治的武家時代以後，尤其是室町末期的日本戰國時代之時，成為了深受武士們歡迎的職位，例如當時的天下人織田信長的家族，尾張織田家底下的清洲三奉行中的彈正忠家，世代以彈正忠自居，可見其人氣之高。
此後該職位便一直處於這種美譽虛銜的地位，直到江戶時代結束。
到了明治時代，日本明治維新後建立了與過往不同的近代官廳制度，於明治2年5月22日（1869年7月1日）重新設立了太政官制(二官六省)，使得彈正台又一次獲得了真正的監察巡查權力，但由於一系列因素以及和當時刑部省的行政功能有所重疊，遂於明治4年8月24日（1871年7月9日）被廢止，由從刑部省改名而來的司法省所取代。

## 官署編制
由於當時日本仿唐制設立官職，因此唐代的四等官制同時也被吸納進律令制之中，形成長官（かみ）、次官（すけ）、判官（じょう）、主典（さかん）四等官制。而彈正台也依循此例，分為尹、弼、大忠少忠、大疏少疏四等官。

### 長官
負責管理彈正台的為從三位相當的彈正尹(だんじょうのいん)，編制為1人，負責總裁彈正台日常事務。其雅稱(唐名)為霜台。
但是隨著後來監察的功能逐漸被取代以後，該職位慢慢演變成為了榮譽性質的虛銜，變成由皇室的親王兼任此職位，而擔當此職位的親王通常被稱呼為彈正尹宮，並且該職位也常由中央的納言來兼任，而兼任的納言官也被稱呼為尹大納言或是尹中納言等。

### 次官
彈正台的次官為正五位上相當的彈正大弼(だいひつ)、正五位下相當的彈正少弼(しょうひつ)，二者的編制為各1人。在正常情況下，為負責輔佐彈正尹的職位。
其在日本四等官制中行政權力與第一等的彈正尹是相同的(同長官)，而這些必須建立在長官次官皆是從五位以上(即古日本貴族階層的品級，被稱之為通貴)。若二者皆從五位，則此時較為細碎的小事務即由次官來負責處理，而較為重大、正式的事務則由長官來負責處理。而最為嚴重的事務則上交給太政官裁決。可知當時日本之最終裁判權往往須關注在當政者是否具有從五位以上的品級。否則縱使是長官，也只能處理一般日常細小的事務。

### 判官
彈正台的判官為正六位上相當的彈正大忠(だいちゅう)、正六位下相當的彈正少忠(しょうちゅう)，前者的編制為1人，後者則為2人。為負責審核彈正台內案件的職位
其在日本四等官制中，所具有的權力為「糺判」，也就是類似於秘書的工作，替長官次官糾正錯誤及問題，替他們審核其案件是否有誤的工作。

### 主典
彈正台的主典為正七位上相當的彈正大疏(だいそ)、正八位上相當的彈正少疏(しょうそ)，前者的編制為1人，後者則為2人。為負責處理雜務，宣讀公文的職位。
其在日本四等官制中，並不具備參與政務之權力，只能處理一些雜務小事。但擁有可以口頭宣布長官裁決事務之結果的權力，也就是「読申公文」。

### 屬官
根據日本的養老律令裡〈職員令五十八〉中所說，彈正台並非只有上述九位官員，而是有一眾屬官所形成的政府機構。
另有:
- 巡察彈正10人
- 史生6人
- 使部40人
- 直丁2人[4]

## 彈正台發布命令的舉例
「薩戒記」

從二位行權大納言藤原朝臣定親

正二位行權大納言兼陸奥出羽按察使藤原朝臣公保宣

奉　勅件人宜令兼任彈正尹者

嘉吉三年六月十五日　大外記中原朝臣師郷奉

此為室町時代中期的外交辭令，出自一本當時的日記《薩戒記》，它乃是當時藤原北家花山院流的公卿中山定親所寫。
這本日記記錄下來這位朝廷公卿自應永25年(1418年)至嘉吉3年(1443年)的各種外交辭令、消息資訊等內容，由於其本身擔任重要職位又擔任武家傳奏的職位，因此其日記裡記載許多當時的交流內容及資訊和各式當時朝廷的儀式資料，為對當時社會的一本重要歷史史料。

## 曾任或曾宣稱此官職的官員

### 實際擔當者
曾擔任彈正尹之職的如:
藤原三守:(785-840)平安時代前期公卿，藤原南家貴族，喜漢詩，與當時的詩人交流頻繁。親佛教，與天台、真言二宗素有交情。曾官拜尹大納言，後官至右大臣從二位皇太子傅，薨御後贈從一位。
人康親王:(831-872)平安時代前期皇族，乃是仁明天皇的第四子，光孝天皇之弟。元服後先封親王，後授四品，官拜上總太守。文德天皇即位後轉任彈正尹並隨後兼任常陸太守
為尊親王:(977-1002)平安時代中期皇族，乃是冷泉天皇的第三子，三條天皇之弟。元服後先封親王，授四品，官拜彈正尹，而後又晉二品。因其身兼彈正尹，故又稱「彈正宮」
閑院宮直仁親王:(1704-1753)江戶時代中期皇族，乃是東山天皇的第六子，中御門天皇之弟。為世襲親王，閑院宮家第一代當主，授封准三宮、彈正尹職位
久邇宮朝彥親王:(1824-1891)日本近代皇族，為仁孝天皇猶子。曾官拜二品彈正尹，為幕末日本朝廷中心人物之一。

曾擔任彈正大弼之職的如:
菅原清公:(770-842)日本平安時代前期公卿、文人。為著名「火雷天神」、「學問之神」菅原道真之祖父，曾官拜從四位下彈正大弼，後官至從三位文章博士兼但馬守、左京大夫。
相馬盛胤:(1529-1601)日本戰國時代末期武將、大名，陸奧相馬氏第15代當主，為陸奧守護伊達稙宗長女婿，官拜從四位下彈正大弼。
此外著名的織田信長也曾任職過彈正大弼一職。

曾擔任彈正少弼之職的如:
河野通直:(1500-1572)日本戰國時代中期武將、大名，伊予河野氏第36代當主，為室町幕府的御相伴眾，官拜彈正少弼。
上杉謙信:(1530-1578)日本戰國時代中期武將、大名，山內上杉氏當主，繼承越後長尾氏家，後世人稱「越後之龍」、「戰國軍神」，為室町幕府的關東管領，官拜從五位下彈正少弼。後明治天皇贈從二位。